# Martin Straňovský
Martin Straňovský (Érsekújvár, 1985. szeptember 12. –) szlovák válogatott kézilabdázó.

## Pályafutása

### Klubcsapatokban
Martin Straňovský pályafutását szülővárosának, Érsekújvárnak csapatában, a Štart Nové Zámkyban kezdte. Mind itt, mind pedig a különböző korosztályos válogatott tornákon kiugróan teljesített, ezzel pedig több európai élcsapat figyelmét felkeltette. 2005-ben a spanyol Ademar León csapatához szerződött. A 2006-2007-es idényben a Kupagyőztesek Európa-kupája-döntőjébe is bejutott csapatával, de ott a HSV Hamburg ellen két mérkőzés alapján alulmaradtak. 2012 nyarán a Barcelonához igazolt, ahol 2013-ban és 2014-ben bajnok lett, de ezen kívül több hazai trófeát, így a kupát, Szuperkupát is megnyerte a katalánokkal. A 2012–2013-as Bajnokok Ligája idényben a döntőben újra a Hamburg volt az ellenfél, és ezúttal is a német csapat nyerte a trófeát. 2014 nyarán Guðjón Valur Sigurðsson szerződtetésekor elhagyta a csapatot, a több játéklehetőség miatt a német HC Erlangenhez igazolt. 2018 nyarán a HT Tatran Prešov játékosa lett. 2020 nyarán a Pick Szegedhez igazolt. Az év végén újabb fél évre, 2021 nyaráig meghosszabbították a szerződését. A szezon végén bajnoki címet nyert a csapattal.

### A válogatottban
A szlovák válogatottban 96 mérkőzésen 343 gólt szerzett, részt vett a 2011-es világbajnokságon és a 2012-es Európa-bajnokságon. 2006-ban az év szlovák kézilabdázójának választották.

## Sikerei, díjai
MOL Pick Szeged
- Magyar bajnok: 2021